# Зимний Кубок РПЛ
Зимний Кубок РПЛ — товарищеский турнир, организованный Российской премьер-лигой. Проходит в зимнее время года в ОАЭ. Первый розыгрыш состоялся в 2023 году. Трансляция всех трёх сезонов проходила на телеканале «Матч ТВ». Две победы в турнире в 2023 и 2024 года завоевал московский «Спартак». Победителем 2025 года стал санкт-петербургский «Зенит».

## История
Впервые о проведении Зимнего Кубка Российская премьер-лига объявила в ноябре 2022 года. Российский тренер Юрий Семин сравнивал идею проведению Зимнего Кубка РПЛ с турниром «Подснежник», который проходил в СССР в зимнее межсезонье. Титульным спонсором Зимнего Кубка выступила букмекерская компания Винлайн. Соревнование прошло в феврале 2023 года в Абу-Даби (ОАЭ). Участниками турнира стали четыре команды — «Спартак», «Ростов», «Краснодар» и «Сочи». Обладателем Зимнего Кубка стали москвичи под руководством Гильермо Абаскаля, одержавшие по ходу турнира три победы.
В 2024 году турнир стал международным благодаря участию в нём казахстанского «Кайрата» и клуба «Шабаб Аль-Ахли» из ОАЭ. Все шесть матчей кубка принимал стадион «Аль-Нахайян». Обладателем трофея во второй в истории стал «Спартак», разгромивший в последнем матче турнира «Кайрат» (6:0). Две игры кубка судили представители Саудовской Аравии — Маджед Аль-Шамрани и Абдулла Аль-Шехри. В остальных встречах работали россияне Сергей Чебан, Сергей Цыганок, Ян Бобровский и Рафаэль Шафеев.
Третий турнир в 2025 году был расширен до шести коллективов и вновь состоял только из российских представителей. В дерби между московскими «Спартаком» и «Динамо» на групповом этапе исход встречи решил автогол вратаря «динамовцев» Игоря Лещука, допущенный после неудачного паса партнёра по команде аргентинца Николаса Маричаля. В итоге «Динамо» заняло последнее шестое место, уступив в решающем матче «Ростову» (0:4), а автогол Лещука оказался единственным забитым мячом его команды в турнире. В финале, который состоялся 11 февраля между «Зенитом» и «Спартаком», победу одержал санкт-петербургский клуб со счётом 3:0, впервые выиграв кубок.

## Результаты
| Зимний Кубок РПЛ | Зимний Кубок РПЛ | Зимний Кубок РПЛ | Зимний Кубок РПЛ | Зимний Кубок РПЛ |
| Сезон            | Победитель       | 2-е место        | 3-е место        | 4-е место        |
| ---------------- | ---------------- | ---------------- | ---------------- | ---------------- |
| 2023             | Спартак          | Краснодар        | Сочи             | Ростов           |
| 2024             | Спартак          | Ростов           | Шабаб Аль-Ахли   | Кайрат           |
| 2025             | Зенит            | Спартак          | Краснодар        | ЦСКА             |

## Бомбардиры
| Сезон | Футболист          | Клуб             | Голов |
| ----- | ------------------ | ---------------- | ----- |
| 2023  | Джон Кордоба       | Краснодар        | 2     |
| 2023  | Бальде Кейта       | Спартак (Москва) | 2     |
| 2024  | Николай Комличенко | Ростов           | 3     |
| 2025  | Джон Кордоба       | Краснодар        | 3     |

## Сводная таблица
Сводная таблица за всю историю турнира. Данные актуализированы по окончании сезона 2025 года. Зелёным выделены участники сезона 2025 года. В сезоне 2025 года за победу в основное время команда получала 3 очка, за победу по пенальти — 2 очка, за поражение по пенальти — 1 очко, за поражение в основное время — 0 очков.

| № | Команда          | С | И | В | Н | П | ГЗ | ГП | РМ  | О  |
| - | ---------------- | - | - | - | - | - | -- | -- | --- | -- |
| 1 | Спартак (Москва) | 3 | 9 | 7 | 0 | 2 | 21 | 8  | +13 | 20 |
| 2 | Краснодар        | 2 | 6 | 4 | 0 | 2 | 10 | 8  | +2  | 12 |
| 3 | Ростов           | 3 | 9 | 3 | 0 | 6 | 12 | 13 | -1  | 10 |
| 4 | Зенит            | 1 | 3 | 3 | 0 | 0 | 7  | 3  | +4  | 8  |
| 5 | ЦСКА (Москва)    | 1 | 3 | 1 | 0 | 2 | 4  | 4  | 0   | 4  |
| 6 | Сочи             | 1 | 3 | 1 | 0 | 2 | 3  | 3  | 0   | 3  |
| 7 | Шабаб Аль-Ахли   | 1 | 3 | 1 | 0 | 2 | 3  | 8  | -5  | 3  |
| 8 | Кайрат           | 1 | 3 | 1 | 0 | 2 | 2  | 9  | -7  | 3  |
| 9 | Динамо (Москва)  | 1 | 3 | 0 | 0 | 3 | 0  | 6  | -6  | 0  |